# Beaumettes
Beaumettes – miejscowość i gmina we Francji, w regionie Prowansja-Alpy-Lazurowe Wybrzeże, w departamencie Vaucluse.
Według danych na rok 1990 gminę zamieszkiwało 219 osób, a gęstość zaludnienia wynosiła 85 osób/km² (wśród 963 gmin regionu Prowansja-Alpy-W. Lazurowe Beaumettes plasuje się na 606. miejscu pod względem liczby ludności, natomiast pod względem powierzchni na miejscu 824.).